# Cyclopeltis presliana
Cyclopeltis presliana är en ormbunkeart som först beskrevs av John Smith, och fick sitt nu gällande namn av Miles Joseph Berkeley. Cyclopeltis presliana ingår i släktet Cyclopeltis och familjen Lomariopsidaceae. Inga underarter finns listade.